# 柬埔寨飲食
柬埔寨飲食是柬埔寨人的傳統飲食，通常由多於一道菜組成，會使用大量的香草、樹葉、醃菜、蘸醬、食用花卉和其他裝飾品和調味品，味道、口感和溫度對比鮮明。
米飯是柬埔寨的主食，亦是不少菜餚的原料。 根據國際水稻研究所數據，柬埔寨有2000種水稻品種，這些水稻品種是柬埔寨稻農在數百年間發展起來的。
米飯亦是街頭小吃，如早餐有油炸米餅配韭菜和菠菜，亦有柬埔寨著名的粿條（kuyteav）或糯米粥，亦有不少米製甜品。白米飯幾乎是所有家庭的餐上食，通常配以烤淡水魚、柬埔寨酸湯（samlor）或湯，以及各種季節性香草、沙津葉和蔬菜。 

## 歷史及影響
柬埔寨本身被湄公河所貫穿，其中首都金邊位於湄公河岸，同時柬埔寨全境皆是稻米田，使傳統上柬埔寨的料理，以稻米、淡水魚居多。
傳統上，柬埔寨人每餐至少三四道菜。每餐通常包括主菜、湯（或者酸湯）。每道菜甜、酸、咸或苦皆可。辣椒（新鮮的，醃製的或乾的）和辣椒醬都會放在桌旁，食客可按個人喜好添加。
不少菜餚常有蘆葦般的植物，葉子和蔬菜，尤是柬埔寨酸湯（samlor）。
柬埔寨由於毗鄰泰國、越南，在飲食上亦受到此兩國所影響，但相比之下，柬埔寨菜較少使用辣椒、糖和椰漿調味。同時亦有些食材是柬埔寨較多使用，例如腌製檸檬。
中國人十三世紀開始到達柬埔寨，影響到柬埔寨飲食方面，比如使用米粉；同時柬埔寨亦深受法國殖民影響，例如法國長棍麵包-在高棉被稱為nom pang-今天在柬埔寨隨處可見。柬埔寨人經常用麵包，配以扎肉、罐頭沙丁魚或雞蛋來吃，再加上一杯加了濃縮牛奶的濃咖啡，便是一個常見柬埔寨早餐。新鮮麵包加了牛油便可做成三明治（也叫做nom pang），有時也可以用火腿，或加上烤肉、貢布胡椒，做法類似於越南的banh mi。
與此同時印度人亦有到達柬埔寨，因而帶來了咖哩。

## 菜肴
- 阿莫克：魚肉製成醬料，然後用葉裹著烹調。
- 柬埔寨酸湯
- 炒金邊粉
- 春卷
- 胡椒炒螃蟹
- 青芒果色拉
- 油炸湖魚